# Lindsey Davis
Lindsey Davis (Birmingham, 1949) è una scrittrice inglese, laureata a Oxford, celebre per la serie di romanzi gialli ambientati nella Roma imperiale del I secolo d.C., incentrata sul personaggio dell'investigatore Marco Didio Falco.
L'ambientazione preferita dalla Davis per i suoi gialli è precisamente la seconda metà del I secolo d.C., a partire dal periodo in cui governava l'Impero Romano Vespasiano. Si occupa di risolvere misteriosi e complicati casi l'investigatore Marco Didio Falco. Al momento sono stati pubblicati in Italia (per Marco Tropea Editore, NET e Kogoi Edizioni) i seguenti volumi: Le miniere dell'imperatore, Misteri imperiali, La Venere di rame, La mano di ferro, L'oro di Poseidone, Ultimo atto a Palmira, Fuga o morte, Notte a Corduba, Tre mani nella fontana, In pasto ai leoni, Una vergine di troppo, Ode per un banchiere, Assassinio alle terme e Il mito di Giove. La serie completa in lingua inglese è attualmente costituita da 20 libri.
I suoi gialli sono tradotti in quindici lingue.

## Opere

### Serie di Marco Didio Falco
1. Le miniere dell'imperatore (The Silver Pigs) (1989) - Il Giallo Mondadori n. 2360, 1994; NET, 2002 ISBN 8851520011
2. Misteri imperiali (Shadows in Bronze) (1990) - Il Giallo Mondadori n. 2378, 1994; NET, 2002 ISBN 885152050X
3. La Venere di rame (Venus in Copper) (1991) - Tropea, 2001 ISBN 8843803506; NET, 2005 ISBN 8851522405
4. La mano di ferro (The Iron Hand of Mars) (1992) - Tropea, 2002 ISBN 8843803700
5. L'oro di Poseidone (Poseidon's Gold) (1993) - Tropea, 2003 ISBN 8843804103
6. Ultimo atto a Palmira (Last Act in Palmyra) (1994) - Tropea, 2004 ISBN 8843803352
7. Fuga o morte (Time to Depart) (1995) - Tropea, 2005 ISBN 8843805460
8. Notte a Corduba (A Dying Light in Corduba) (1996) - Tropea, 2006 ISBN 8843805851
9. Tre mani nella fontana (Three Hands in the Fountain) (1997) - Tropea, 2007 ISBN 9788843806201
10. In pasto ai leoni (Two for the Lions) (1998) - Tropea, 2008 ISBN 8855800574
11. Una vergine di troppo (One Virgin Too Many) (1999) - Tropea, 2010 ISBN 9788855801409
12. Ode per un banchiere (Ode to a Banker) (2000) - Tropea, 2011 ISBN 9788855801690
13. Assassinio alle terme (A Body in the Bath House) (2001) - Tropea, 2012 ISBN 9788855802154
14. Il mito di Giove (The Jupiter Myth) (2002) - Kogoi Edizioni, 2018 ISBN 9788898455386
15. The Accusers (2003)
16. Scandal Takes a Holiday (2004)
17. See Delphi and Die (2005)
18. Saturnalia (2007)
19. Alexandria (2009)
20. Nemesis (2010)

### Serie di Flavia Alba
1. The Ides of April (2013)
2. Enemies at Home (2014)
3. Deadly Election (2015)
4. The Graveyard of the Hesperides (2016)
5. The Third Nero (2017)
6. Pandora's Boy (2018)
7. A Capitol Death (2019)
8. The Grove of the Caesars (2020)
9. A Comedy of Terrors (2021)
10. Desperate Undertaking (2022)
11. Fatal Legacy (2023)
12. Death on the Tiber (2024)

### Altri romanzi
- La forza dell'onore (The Course of Honour) (1998) - Tropea, 2009
- Rebels and Traitors (2009)
- Master and God (2012)